# Homoneura immaculipennis
Homoneura immaculipennis är en tvåvingeart som beskrevs av Malloch 1929. Homoneura immaculipennis ingår i släktet Homoneura och familjen lövflugor. Inga underarter finns listade i Catalogue of Life.